# Upor na ladji Bounty
Upor na ladji Bounty je bil eden izmed najbolj znanih ladijskih uporov v človeški zgodovini, ki še danes, po več kot dvesto letih, buri duhove po vsem svetu. Do upora je prišlo 28. aprila 1789 na ladji britanske kraljeve mornarice HMS Bounty, ki ji je poveljeval kapitan William Bligh. Njegova naloga je bila, da na Tahitiju nabere sadike kruhovca in jih pripelje v britansko Zahodno Indijo.  Vodja upora je bil prvi častnik Fletcher Christian, ki se že od samega začetka s kapitanom ni dobro razumel, čeprav ga je ta osebno predlagal za prvega častnika. Zakaj je prišlo do upora, še danes ni povsem pojasnjeno. Po vsej verjetnosti je šlo za številne nesporazume med prvim častnikom in kapitanom, ki so se kopičili med potovanjem, medsebojni odnosi pa so se še dodatno poslabšali zaradi nizke morale posadke, ki se je med petmesečnim bivanjem na Tahitiju odvadila trde mornariške discipline, in kapitanovih muh.

## Ladja Bounty
Ladja Bounty je bila zgrajena leta 1784 v Blaydovi ladjedelnici blizu mesta Hull kot Bathija. Sprva so ladjo uporabljali za prevoz premoga, dokler je 26. maja 1787 za svoje potrebe ni kupila britanska kraljeva mornarica. Ta je ladjo predelala in jo preimenovala v HMS Bounty.
Edina poveljnika ladje sta bila William Bligh in upornik Fletcher Christian. Bligh je prevzel poveljstvo nad ladjo 16. avgusta 1787 pri svojih 33 letih. Pred tem je služil na ladji HMS Resolution, ki ji je poveljeval slavni kapitan in raziskovalec James Cook, na svojem tretjem in zadnjem potovanju (1776-1779). Leta 1787 je admiraliteta britanske kraljeve mornarice ladji Bounty namenila prvo in edino nalogo.

## Odprava
Naloga odprave je bila, da odpluje na otok Tahiti, tam naloži sadike kruhovca in jih pripelje v takratno britansko Zahodno Indijo. Tam bi sadike prevzeli britanski botaniki jih nato zasadili in razmnožili, iz sadežev kruhovca pa bi nato v nekaj letih nahranili vedno bolj rastoče indijsko prebivalstvo. Odpravo je predlagal sam botanik sir Joseph Banks, ki je Bligha tudi osebno predlagal za kapitana ladje, saj sta se poznala še od Cookovih odprav.
Junija 1787 se je odprava v Deptfordu po kratki predelavi ladje in oskrbi z živili ter vodo odpravila proti rtu Horn, ki pa ga zaradi slabega vremena ni mogla obpluti. Zato se je Bligh odločil, da bo do Tahitija prišel mimo rta Dobrega upanja in nato plul skozi Indijski ocean. Med potjo je Blight odstavil prvega častnika Johna Fryera in ga zamenjal s Fletcherjem Christianom. Ta zamenjava je povzročila nesporazum med Blighom in Fryeerem, vendar očitno ne tako globok, saj je Fryer med uporom ostal lojalen Blighu.
26. oktobra 1788 je ladja končno priplula na Tahiti. Odprava je nato na Tahitiju preživela pet mesecev. V tem času je posadka zbrala 1015 sadik kruhovca. Ker je bilo posadki med zbiranjem sadik dovoljeno bivanje na kopnem, je prišlo do zbliževanja z domačini, kar je imelo zelo negativne posledice za mornarje. Nekateri mornarji, med njimi je bil tudi Fletcher Christian, so se poročili z domačinkami. Težave so se začele pojavljati tudi drugje, zaradi lagodnega in brezskrbnega življenja na otoku je začela disciplina med mornarji popuščati, kar je privedlo do nesporazumov med nadrejenimi in mornarji. Trije mornarji so celo dezertirali, vendar so bili pozneje ujeti (Millwald, Muspratt in Churchill). Kazen za dezerterstvo je bila smrt z obešenjem. Vendar pa do izreka te kazni ni prišlo, saj je bil Bligh takrat izredno milosten in je dezerterje ukazal le prebičati. Kasneje so se ti mornarji pridružili upornikom.

## Upor
Po petih mesecih na Tahitiju se je ladja 4. aprila 1789 na veliko razočaranje posadke odpravila proti Zahodni Indiji. Kakih 1.300 km zahodno od Tahitija, blizu otoka Tonga pa je na ladji nenadoma prišlo do upora. Osemindvajsetega aprila 1789 zjutraj je Fletcher Christian in še nekaj drugih upornikov vdrlo v kabino kapitan ladje William Bligha in ga zbudilo z bajonetom na vratu. Kapitan se spomni, da je slišal ukaz: "Držite jezik za zobmi gospod, ali pa boste v hipu mrtvi." Roke so mu zvezali in ga v spalni srajci odpeljali na krov. V očeh Fletcherja Christiana, kapitanovega 24-letnega namestnika, je "žarel bes", je zapisal kapitan na sojenju upornikom. Bligh je rotil Christiana, častnika, ki ga je sam izbral za potovanje: "Moje otroke si zibal na kolenih". "Prepozno je," je odvrnil Christian. "Zadnjih štirinajst dni prestajam pekel in ne zdržim več." Nato so Bligha in njemu nekaj zvestih mož spustili v morje. Tem se je pridružilo še nekaj mož, ki niso bili na strani upornikov, saj so vedeli, da če ostanejo na ladji, avtomatično postanejo uporniki. Ker v čolnu ni bilo dovolj prostora za vse, so nekateri morala ostati na ladji in so jih uporniki kasneje izkrcali na Tahitiju. Tem so pozneje sodili jih spoznali za krive, po sojenju pa so jih pomilostili. Ko sta se plovili ločili, je 25 upornikov na ladji zmagoslavno vzkliknilo: "Hura za Otaheite (Tahiti)!", je zapisal kapitan v svoj dnevnik.
Prvo dejanje upornikov je bilo, da so odvrgli v morje ves tovor rastlin kruhovca. Nato so Flecherja razglasili za vodjo in raztrgali nekaj jader, da so si sešili enake platnene uniforme kot znak enakopravnosti. Potem so obrnili ladjo in zapluli nazaj proti Tahitiju.

## Pomorski čudež
Bligh in še osemnajst drugih mornarjev je v majhnem rešilnem čolnu ostalo prepuščenih na milost in nemilost oceanu. Čoln je dal Bligh najprej usmeriti proti otoku Tofua, kjer so zaradi sovražnih otočanov za las ušli smrti. Nato se je usmeril proti najbližji evropski naselbini, Timorju, otoku v Nizozemski vzhodni Indiji. Plovba je bila izredno težavna; živeli so od nekaj štruc kruha, surovih rib ter tu in tam od kašne morske ptice. Poleg tega pa so morali nenehno črpati vodo iz čolna, ki je puščal. Siloviti tropski nalivi so jim zagotavljali pitno vodo, hkrati pa so ti odrešilni nalivi prinašali tudi strahovit mraz.
Blighu se je posrečilo, da je brez pomorske karte preplul zahrbtne čeri v prelivu Endeavour ter ta dogodek zapisal v zgodovino kot največji dosežek pri navigaciji in preživetju. Sedem tednov po uporu, 14. junija 1789, je čoln pristal v Kupangu na Timorju. Ob vrnitvi v Anglijo so Bligha slavili in tudi obsojali, več ugibanj pa je bilo v zvezi s častnikom Fletcherjem Christianom, osebo z uglednimi zvezami. Kapitan je trdil, da je bil vzrok za upor brezskrbno življenje na Tahitiju in ženske. Kapitana so na sojenju oprostili ter mu namenili še eno plovbo po kruhovce.

## Iskanje upornikov in sojenje
Med sodnim procesom se je proti Tahitiju odpravila ladja, ki naj bi poiskala upornike. Štirinajst so jih hitro našli, saj so se skrivali na Tahitiju. Ostali pa so izginili neznano kam. Tiste, ki so našli, so gole in vklenjene v verige vrgli za dva meseca v temno podpalubje. Ko je ladja na poti v Veliko Britanijo zadela ob čeri, so se štirje zaporniki utopili. Preostali, ki so preživeli brodolom in stradanje, so se morali zagovarjati pred vojaškim sodiščem na ladji Duke v pristanišču Portsmouth. Samo dva sta imela odvetnika, drugi pa so se morali znajti sami. Drugi so imeli tudi to srečo, da so izhajali iz močnih družin, kot je bil npr. James Heywood. Po sodnem procesu so obesili le tri domnevne upornike, eden je bil star 17 let in je spal, ko so uporniki zajeli ladjo.
Zaradi strogih vojaških predpisov nihče ni smel zapisovati dogodkov in pričevanj, ki so se odvijala na sojenju. Prav zaradi tega si je javnost toliko bolj želela izvedeti resnico o uporu. Velik vpliv na množice je imel brat Flecherja Christiana, ugleden pravnik na Cambridgeu, ki je zagovarjal ravnanje upornikov in svojega brata ter obsojal tiranijo kapitana Bligha. Edwar Christian je uprizoril nekakšno vzporedno sojenje, na katerem je več očividcev dogajanja na ladji Bounty pričalo pred poroto. Ta je na koncu procesa ugotovila, da je Bligh prekoračil sprejete meje poveljevanja.

## Vzroki za upor
Bligh je bil skromne izobrazbe, doma je bil iz Cornwalla in je v mornarico vstopil že pri 16 letih kot navaden mornar. Ni se znal uglajeno vesti, še hujše pa so bile njegove žaljivke. Njegov značaj je bil ključen pri razdoru s prvim častnikom. V treh tednih po odhodu s Tahitija je bil Flatcher Christian nenehna tarča Blighovih nadiranj. Christian pa je bil po značaju občutljiv človek in očitno ni več prenesel Blighove jeze. Nekaj prič je izjavilo, da je ob vsaki napaki Bligh svojo jezo zlil na Christiana. Med slabo premišljenim pristankom na otoku Aitutakai iz Cookovih otokov je Christianova izvidniška skupina komaj ušla pred napadom domorodcev. Ob vrnitvi na ladjo se je kapitan zadrl nanj: »Bog naj prekolne vašo kri, zakaj niste streljali?«. Bligh je očitno pozabil, da je pred odhodom na kopno možem ukazal, naj ne uporabijo orožja, da ne bi izzvali spopada. Bligh se je med nadaljevanjem poti še naprej znašal na prvim častnikom. Večer pred uporom so ga slišali Christiana imenovati »strahopetna kanalja<< in »lažnivi tat«, ker je vzel kokosove orehe, ki mu niso bil dodeljeni.
Zapisi v Blighovem dnevniku kažejo drugače. Ta je na sojenju dokazal, da je bil Bligh kljub ostremu jeziku najbolj blag kapitan v celotni britanski mornarici. Njegovo povprečje bičanj je bilo v povprečju nižje kot na katerikoli drugi britanski vojni ladji v Tihem oceanu v 18. stoletju. Po neki taki kazni je Bligh zapisal:»Do tega popoldneva sem upal, da bom lahko plovbo opravil, ne da bi kogarkoli kaznoval«. Med dolgim postankom na Tahitiju je bil milosten do dveh dezerterjev, ki ju je ukazal prebičati, čeprav bi ju lahko upravičeno obesil.
Mnenje Bligha in sodne komisije je bilo, da je Bligh med potovanjem ravnal kot človekoljub, ne pa kot surov tiran. Uvedel je sistem treh straž, tako da so bili mornarji na dolžnosti po štiri ure vsakih 12 ur, namesto po štiri ure vsakih 8 ur, in v prehrano posadke je uvedel zelenjavo. To se je pozneje izkazalo za nekoliko ironično, saj mornarji niso hoteli jesti zelja in izvlečka slada in so se zato kapitanu upirali. Tudi njegovega pretiranega zavzemanja za čistočo, ki je mejil že na norost, mornarji niso pretirano odobravali. Uvedel je celo t. i. »veselo vadbo«, nekakšen večerni ples, ki ga mornarji niso hoteli izvajati. Zato se je stvar končala z bičanjem, kar je na ladji povzročilo tako nezadovoljstvo, da so si mornarji izmislili svoje plese, da bi se posmehovali kapitanu. Blighova prepoved sadističnega metanja novincev čez krov ob prvem prečkanju ekvatorja je zbudila še več jeze, saj je kapitan posegel v tradicionalni krst na morju.
Zagovorniki upornikov so tudi poudarjali kapitanovo zlobo pri uporabi ladijskih zalog. Toda za to ni bil kriv sam, saj naj bi mu admiraliteta zagrozila, da bo vsak primanjkljaj v ladijskih zalogah plačal sam.
Razloga, zakaj se je Christian Fletcher, uprl ne bomo nikoli izvedeli. Po vsej verjetnosti je do upora prišlo tudi zaradi ljubezni do Tahitijke Maimiti, s katero naj bi se Christian tudi poročil. Mnogi, tudi Blight, so ženske navajali kot glavni vzrok za upor. Po uporu se je skupaj z drugimi mornarji in skupino Tahitijcev odpravil na otok Pitcairn, ker je v sporu umrl nasilne smrti.
Bligh je imel v življenju več sreče. Leta 1797 je poveljeval vojni ladji Director v bitki pri Camperdownu in 1801 kot kapitan Glattona sodeloval v bitki pri Kopenhagnu, po kateri ga je zaradi poguma pohvalil sam admiral Horatio Nelson. Istega leta je bil Bligh izvoljen za člana Kraljeve družbe.

## Uporniki na Pitcarinu
Leta 1808 so na otoku Pitcairn pristali ameriški lovci na tjulnje. Ti so na svoje veliko presenečenje naleteli na angleško govoreče prebivalce. Otočani so pojasnili, da so potomci upornikov z ladje Bounty, in da je med njimi je tudi eden izmed preživelih, John Adams, ki je povedal naslednjo zgodbo.
Po sporu na Tahitiju so se uporniki razdelili v dve skupini. En skupina je ostala na otoku in so jo kasneje prijeli in tudi sodili. Druga skupina, ki so se ji pridružili še tahitijske ženske in moški, pa se je odpravila iskati nenaseljen otok. Ko so našli Pitcarin, so ladjo zažgali, da jih ne bi odkrili. Na otoku so zgradili hiše in začeli obdelovati zemljo. V tej majhni in zaprti skupnosti pa so se kmalu začele pojavljati težave. Eden izmed upornikov se je hotel polastiti ženske, ki je bila že oddana. Mornarji so prebičali Tahitijce, ki so ugovarjali, ti pa so se nato ločili od naselbine in začeli ubijati iz zasede. V spopadih je bilo ubitih deset ljudi, med njimi tudi Fletcher Christian, eden izmed upornikov pa je umrl zaradi astme. Johna Adamsa so po odkritju, da je še vedno živ, pomilostili.
Miamiti (Christianova žena) je z več otroki preživela spor in ostala zvesta Christianovemu spominu. Leta 1841 je britanski pomorščak George Gardner ob obisku otoka opisal Maimiti kot zelo živahno žensko, kljub starosti med 80 in 90 let.